# 陸樹德
陸樹德（1522年—1587年），字與成，别號阜南，榜姓林，直隸松江府華亭縣（今上海市松江区）人，明朝政治人物，嘉靖乙丑進士。官至山東巡撫。

## 生平
父林鵠生三子，以家贫，次子树声入赘李氏，幼子树德年十四，復入赘于薛氏，读书于山寺中。嘉靖二十五年（1546）中丙午科應天鄉試第二十五名，嘉靖四十四年（1565年）乙丑科進士，都察院观政，本年八月授浙江嚴州府推官。隆慶二年（1568年）六月行取，九月升任刑部湖廣司主事。隆慶四年（1570年）五月，改禮科給事中，十一月转兵科右给事中，巡视京營。隆慶五年（1571年）二月，任会试同考官，转左给事中，巡视内十库，又奉命册封周、赵二王，八月升任禮科都給事中。
神宗即位，陸樹德彈劾太監馮保。隆慶六年（1572年）九月升尚寶司卿。万历三年（1575年）十月升應天府府丞。萬曆六年（1578年）三月，署南京国子监祭酒，改南太常寺少卿，又署翰林、光禄、鴻臚，以忤冯保故，徘徊南中且七稔，足迹遍九列。萬曆九年六月，任南京太僕寺卿。萬曆十年三月，改北京太仆寺卿，十一月以右僉都御史巡撫山東。十一年十二月以病辭職歸鄉，萬曆十五年（1587年）十二月卒，年六十六歲。

## 著作
有《陸中丞文集》。

## 家族
曾祖陸庭訓，號槐軒；祖陸蘭，號梅庄，入贅林氏，生子林鵠，号志梅，以子貴，俱赠尚书。鵠妻沈夫人生三子：長子陸樹芳（1506年生）；次子陸樹聲（1509年生），幼子陸树德（1522年生）。原姓林，隆慶三年（1569年），奉詔復姓陸氏。
配薛氏、董氏，薛氏生一子陸彥楨，万历二十三年进士，南京吏部考功司主事，娶四川布政使潘允端女，再娶工部主事张烈女。女婿張仲文、范允謙、戴士毅、馮大順。有孫陸景星、陸景明、陸景皐；曾孫陸慶紹、陸慶繩、陸慶綿；姻親张仲谦、范惟丕、外孫范必宣。

## 延伸阅读
[在维基数据编辑]
 《國朝獻徵錄·卷之六十三》，出自焦竑《國朝獻徵錄》
 《明史卷二百二十七》，出自《明史》